# تقاعد مكوك الفضاء

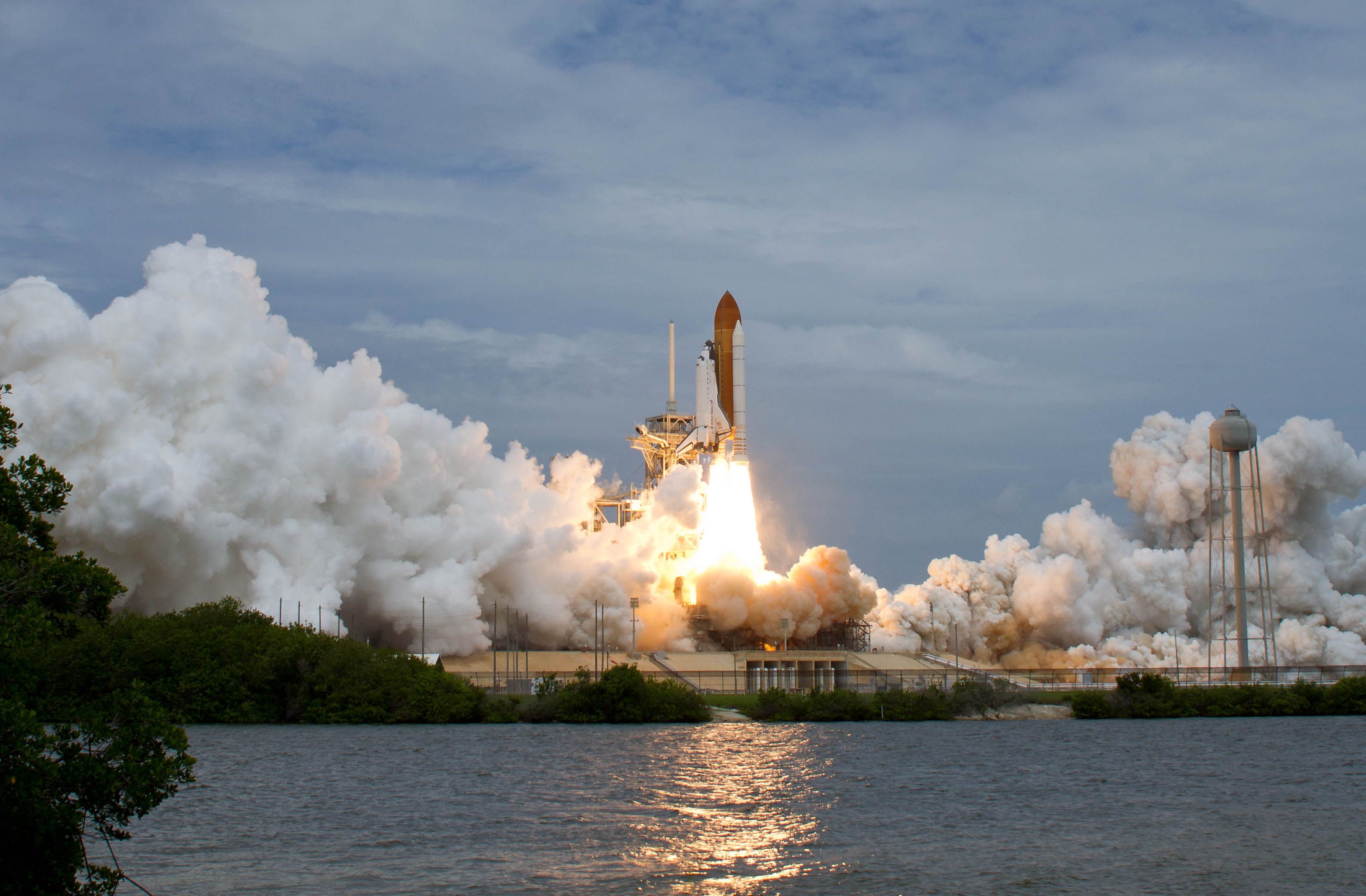
مكوك الفضاء أتلانتيس وهو ينطلق في آخر رحلاته الفضائيَّة، 8 يوليو 2011

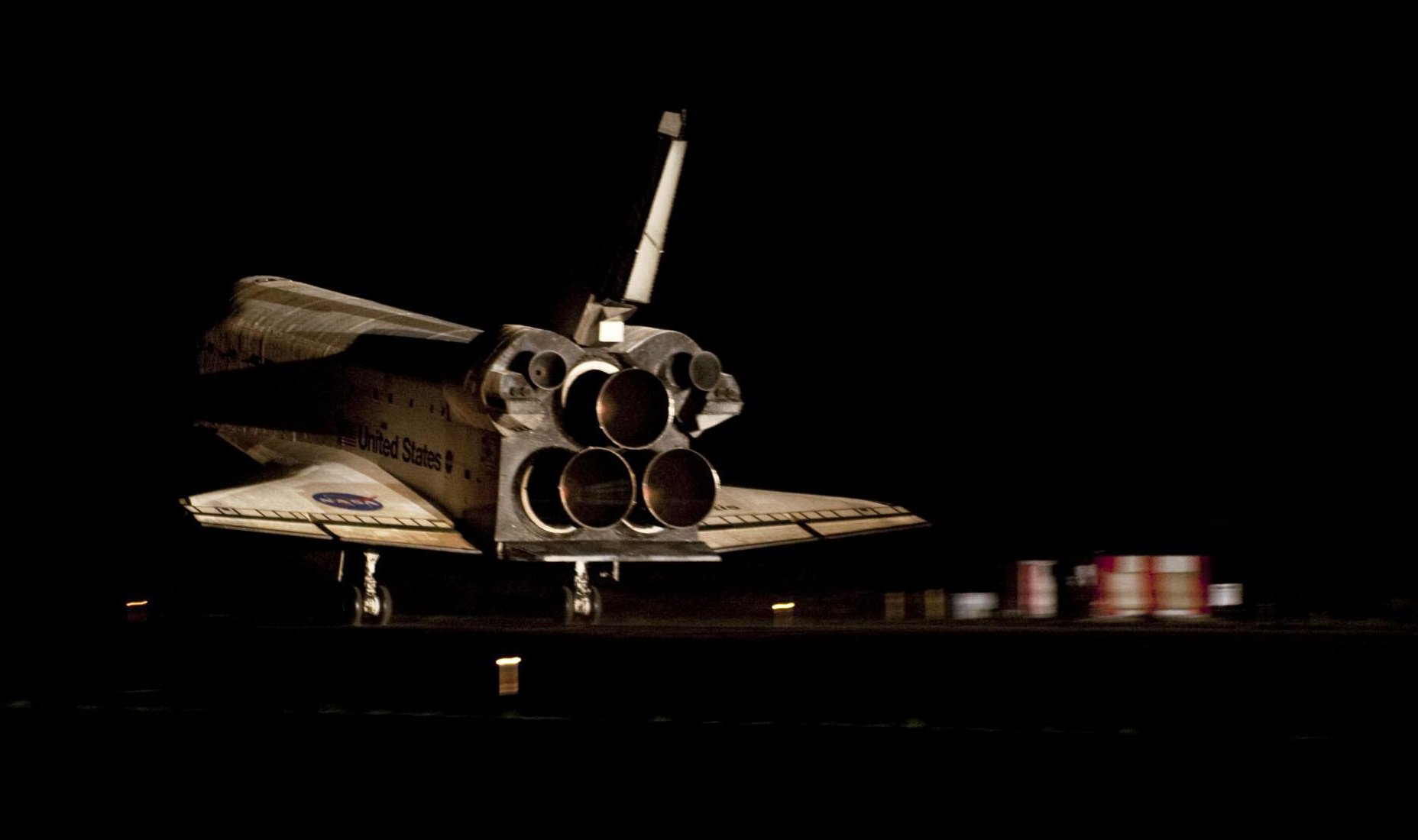
مكوك الفضاء أتلانتيس لحظة هبوطه من رحلته الأخيرة قبل أن يُحيل للتقاعد، 21 يوليو 2011

مركبات فضائية متقاعدة (بالإنجليزية: Space Shuttle retirement)‏ هو أسطول من المركبات الفضائية تابعة لوكالة الفضاء الأمريكيَّة ناسا وكانت من ضمن برنامج مكوك الفضاء اعتزلت الخدمة مُنذ شهر مارس إلى يوليو من عام 2011. كان مكوك الفضاء ديسكفري هو أول من أنهى الخدمة من بين ثلاث مسابر فضائيَّة تابعة لناسا وكانت آخر رحلاته هي الرحلة STS-133 في 9 مارس 2011. بينما المكوك الفضائي إنديفور في شهر يونيو. المكوك الفضائي الأخير هو أتلانتيس وكانت آخر رحلاته هي STS-135، أنهى أتلانتيس خدمته في 11 يوليو من نفس السنة وبهذا انتهت 30 سنة من خدمتهم في مجال الفضاء.